# Julie-Anne Staehli
Julie-Anne Staehli, född 21 december 1993, är en friidrottare från Kanada. Hon deltog vid olympiska sommarspelen 2020.